# Hisato Satō
Hisato Satō (佐藤 寿人?, Satō Hisato; Kasukabe, 12 marzo 1982) è un ex calciatore giapponese.

## Biografia
Suo fratello gemello Yūto era anch'egli un calciatore.

## Caratteristiche tecniche
Era un attaccante mancino e preferisce indossare la maglia numero 11.

## Carriera

### Club
Ha giocato per vari club del Campionato giapponese di calcio. Nel 2012 con la maglia del Sanfrecce Hiroshima si laurea capocannoniere del Coppa del mondo per club FIFA 2012 con 3 gol, a pari merito con César Delgado. I maggiori successi in carriera sono legati proprio a questo club, in cui ha militato dal 2005 al 2016 (con oltre 300 presenze e 174 gol in campionato).

### Nazionale
Ha giocato nel 2000-2001 con la Nazionale Under-20 del Giappone (8 presenze e 5 gol), mentre dal 2006 al 2010 ha giocato con la Nazionale Maggiore collezionando 31 presenze e 4 gol.

## Palmarès

### Club
- J. League Division 2: 1

Sanfrecce: 2008
- J. League Division 1: 1

Sanfrecce: 2012
- Supercoppa giapponese: 1

Sanfrecce: 2008, 2013

### Individuale
- Premio Fair-Play del campionato giapponese: 3

2007, 2012, 2013
- Capocannoniere della J. League Division 2: 1

2008
- Capocannoniere della Coppa J. League: 1

2009: (5 gol, a pari merito con Cabore e Kōji Yamase)
- Capocannoniere della J. League Division 1: 1

2012
- Capocannoniere della Coppa del Mondo per club: 1

2012